# 크로메라 벨리아
크로메라 벨리아(Chromera velia)는 피하낭류에 속하는 광합성 조류(藻類)의 일종이다.